# Duotones
Duotones ist das vierte Studioalbum des US-amerikanischen Saxophonisten Kenny G. Es erschien am 29. September 1986.

## Hintergründe
Kenny G komponierte sieben der zehn Titel des Albums selbst. Don’t Make Me Wait For Love stammt aus der Feder von Narada Michael Walden, Preston Glass und Walter Afanasieff, Slip of the Tongue wurde von den beiden erstgenannten geschrieben. Bei What Does It Take (To Win Your Love) handelt es sich um eine Coverversion des von Harvey Fuqua, Johnny Bristol und Vernon Bullock verfassten Liedes, der durch Jr. Walker bekannt wurde. Produziert wurden alle Titel des Albums von Preston Glass, vier davon zusammen mit Kenny G. Als Gastmusiker treten Claytoven Richardson, Ellis Hall und Lenny Williams auf.
Aus dem Album wurden vier Singles ausgekoppelt: Don’t Make Me Wait For Love, What Does It Take (To Win Your Love), Songbird und Midnight Motion. Die erste und die dritte Single waren in den USA kommerzielle Erfolge, die die Plätze 15 und 4 in den Charts einnehmen konnten; weiters erreichten das zweite und dritte Lied die Positionen 64 und 22 im Vereinigten Königreich.

## Musik
Mit Ausnahme der Titel Don’t Make Me Wait For Love, What Does It Take (To Win Your Love) und You Make Me Believe sind sämtliche Stücke des Albums gänzlich instrumental gehalten, zudem lassen sich ausnahmslos alle dem Genre des Smooth Jazz zuordnen. Auf Duotones gibt es ein ausgewogenes Verhältnis zwischen Balladen und Up-tempo-Nummern. Neben dem Saxophon, das auf allen Songs als Leadinstrument eingesetzt wird, sind auch Keyboards und Synthesizer präsent; zudem sind einige Titel mit Contemporary R&B-Beats unterlegt.

## Covergestaltung
Das Coverartwork zu Duotones zeigt ein Schwarzweißfoto von Kenny G vom Bauch aufwärts. Er blickt mit dezent lächelndem Gesicht in die Kamera und trägt ein Sakko sowie ein helles Hemd. Er steht an einer Küste; im Hintergrund ist verschwommen ein Gewässer zu sehen. In der rechten, oberen Ecke steht in dünnen, langgezogenen Lettern der Vorname des Interpreten in Schwarz, quer über diesen in Rot das „G“. Unter dem Namen steht klein und in Schwarz der Albumtitel.

## Titelliste
| Nr. | Titel                                                   | Länge |
| --- | ------------------------------------------------------- | ----- |
| 1.  | Songbird                                                | 5:03  |
| 2.  | Midnight Motion                                         | 4:08  |
| 3.  | Don’t Make Me Wait For Love (feat. Lenny Williams)      | 4:05  |
| 4.  | Sade                                                    | 4:20  |
| 5.  | Champagne                                               | 4:45  |
| 6.  | What Does It Take (To Win Your Love) (feat. Ellis Hall) | 4:06  |
| 7.  | Slip of the Tongue                                      | 4:53  |
| 8.  | Three of a Kind                                         | 4:45  |
| 9.  | Esther                                                  | 5:25  |
| 10. | You Make Me Believe (feat. Claytoven Richardson)        | 5:19  |

## Kritik und Impakt
Dem immensen kommerziellen Erfolg von Duotones, und allen voran der Top-Ten-Single Songbird, wird der Beginn eines insbesondere in den USA verbreiteten Smooth Jazz-Booms in den späten 1980er und 1990er zugeschrieben. Zu diesem Zeitpunkt galt es als ausgesprochen ungewöhnlich, dass Instrumentalmusik derart hohe Chartpositionen erzielte und eine breite Masse ansprach. Radiostationen, die sich auf den Musikstil spezialisierten, stiegen daraufhin in ihrer Anzahl deutlich und konnten eine große Zuhörerschaft erreichen, die sich zuvor nicht für Jazzmusik interessierte. Daraus resultierte, dass der Musikstil Jazz von einem großen Teil der Bevölkerung ganz allgemein mit dem spezifischen Subgenre des Smooth Jazz assoziiert wurde. Jazzpuristen, -musiker und -kritiker lehnten diese Entwicklung jedoch mit harschen Worten ab; Smooth Jazz hätte sich Elementen des Jazz bedient, diese mittelmäßiger kopiert und dabei eine wesentlich höhere Popularität erreicht. Kenny G, der durch seinen hohen Bekanntheitsgrad und seine Verkaufszahlen als Aushängeschild des Subgenres galt, wurde so zum Synonym für die kommerzielle Ausbeutung des Jazz und zu einer weitreichend gehassten Figur der Musiklandschaft. Dennoch erhielt Duotones für sich alleine stehend mitunter auch positive Kritiken, die das weiche, leichte Spiel des Musikers und den melodischen, jazzigen Pop des Werkes loben.

## Erfolg
Für Kenny G bedeutete Duotones in den USA den großen kommerziellen Durchbruch. Erstmals gelang es einem Album des Künstlers, sich in der vorderen Hälfte der Hot 100 zu positionieren; zeitgleich war es auch sein erstes Werk in den Top Ten. Es erreichte Platz 6 und wurde außerdem mit Fünffachplatin ausgezeichnet. Im Vereinigten Königreich kletterte es auf die 28; in Deutschland auf die 21 und in Österreich auf die 11. Zudem wurden noch moderate Platzierungen in den Niederlanden, Australien und Neuseeland erzielt.